# Артавазд I (правитель Атропатены)
Артавазд I (по другой нумерации — Артавазд II; др.-перс. *R̥tavazdāh; ок. 59 до н. э. — не позднее 20 до н. э., предположительно Рим) — царь Атропатены (Малой Мидии) в 56—30 годах до н. э. и Малой Армении в 30—20 годах до н. э.

## Биография
Артавазд, сын Ариобарзана I, взошёл на трон Атропатены в раннем детстве после смерти отца.
В начале 30-х годов до н. э. римский полководец Марк Антоний при подготовке к войне с Парфией решил напасть на противника с севера, через союзную парфянам Атропатену, чтобы нейтрализовать преимущества вражеской кавалерии (парфянская конница очень успешно действовала на равнинах). Союзником Антония стал царь Великой Армении Артавазд II, враждовавший с Артаваздом Атропатенским. В 36 году до н. э. Антоний вторгся в Атропатену через Армению и осадил столицу, Фраату. Для Артавазда Атропатенского внезапное появление римской армии у стен столицы оказалось полной неожиданностью (по-видимому, он находился вместе с парфянской армией на реке Евфрат, откуда ожидалось нападение римлян). Однако парфяне сумели перехватить и разбить римский обоз и осадные орудия, и осада Фрааты затянулась. Вскоре Артавазд Армянский отказался продолжать кампанию и вернулся в Армению, забрав свои войска. Антоний с трудом покинул Атропатену и вернулся в Египет, понеся тяжёлые потери.
Вскоре после победы над римлянами Артавазд поссорился с Фраатом, после чего он предложил Марку Антонию объединить силы против армян и парфян. Для себя Артавазд просил власть над частью Армении. Римский командующий согласился, а соглашение было скреплено браком дочери Артавазда Иотапой и Александра, сына Антония от Клеопатры. В первое время после заключения союза дела шли успешно: Антоний взял в плен Артавазда Армянского с семьёй и подчинил Великую Армению, а Артавазд Атропатенский успешно разбил парфянскую армию, которая пыталась восстановить на троне Великой Армении Арташеса (Артакса). Однако уже в 31—30 годах до н. э., когда большая часть римских гарнизонов была переброшена в Грецию и Египет для ведения войны против Октавиана Августа, Артавазд был вынужден сражаться с парфянами в одиночку. Вскоре Парфия захватила всю Атропатену, в Армении началось восстание, и Артавазд бежал к Октавиану Августу, противнику поверженного Марка Антония. Император любезно принял Артавазда, вернул ему дочь Иотапу (она попала к нему в плен вместе с детьми Антония) и позволил ему занять трон Малой Армении.
Артавазд умер незадолго до 20 года до н. э., вероятно, в Риме.
Жена — Афинаида из Коммагены. Дети — Иотапа, Ариобарзан II, Дарий II.